# 桃罗螺
桃罗螺（学名：Purpura persica）是新腹足目骨螺科Purpura的一种。主要分布于印度尼西亚、台湾，常栖息在潮间带。